# شوسف
شوسف (بالفارسية: شوسف) هي مدينة تقع في إيران في Shusef District. يقدر عدد سكانها بـ 2,338 نسمة .